# Széchényi Zsigmond (kamarás)
Sárvári és felsővidéki gróf Széchényi Zsigmond (Sopron, 1720. december 21. – Széplak, 1769. október 19.) huszárkapitány, császári és királyi kamarás.

## Élete
A Széchényi család sarja. Széchényi Zsigmond (1681-1738) gróf, kamarás, és gróf Batthyány Mária Terézia (1694-1721) fia. Apai nagyszülei gróf Széchényi György (1656-1732), hadvezér a török elleni hadjáratban, és beketfalvi Mórocz Ilona (–1703) voltak. Egy ideig a Nádasdy-huszárezredben kapitány volt, majd később visszavonult a birtokára gazdálkodni. A király császári és királyi kamarássá nevezte ki. 

### Házassága és gyermekei
Felesége, gróf cziráki és dénesfalvi Cziráky Mária (1724-1787) volt, akivel 1747. június 25-én kötött házasságot. A házasságukból több gyermek született: 
- Széchényi Ferenc (1754-1820)
- Széchényi József János (1751-1774)
- Széchényi Anna Borbála (1753-1817).

## Munkája
- Clavis per quam reserantur Coeli: seu Methodus, in qua in Dies Ardenter Deum trinum et unum adorandi, Dei Virgineam Matrem honorandi, Sanctos invocandi proponitur. Pietate, comitis S. Sz. luci data. Soproni, év n.